# ویلی د خست
ویلی د خست (اسپانیایی: Willy De Geest‎؛ زادهٔ ۸ ژانویهٔ ۱۹۴۷) دوچرخه‌سوار اهل بلژیک است.
از باشگاه‌هایی که در آن رکاب زده‌است می‌توان به تیم دوچرخه‌سواری بروکلین اشاره کرد.